# دی‌هیدروآلپرنولول
دی‌هیدروآلپرنولول (انگلیسی: Dihydroalprenolol) (DHA) یک مشتق هیدروژنه آلپرنولول است که به عنوان یک مسدودکننده بتا آدرنرژیک عمل می‌کند. وقتی اتم‌های هیدروژن اضافی تریتیم هستند، شکلی از آلپرنولول نشاندار شده با رادیواکتیو است که برای جداسازی گیرنده‌های بتا آدرنرژیک استفاده می‌شود.